# SuSE
openSUSE je distribucija Linuxa koja sadrži čitav GNU/Linux operacijski sustav s preko 8000 softverskih paketa koji dolaze na 5 CD-a (ili jednom dvostranom DVD-u) u profesionalnoj (Professional) inačici, zajedno s dva priručnika (priručnik za administratore i korisnike) u kojima se može pronaći sve od instalacije do konfiguriranja ovog operacijskog sustava. Osobna (Personal) inačica isporučuje se na 3 CD-a i uključuje priručnik za korisnike. Specifičnost distribucije openSUSE jest u alatu YaST (Yet Another Setup Tool) koji uvelike olakšava korisnicima u upravljanju nad instaliranim sustavom.
2004. godine openSUSE je kupila poznata američka tvrtka Novell. 

## Vanjske poveznice
- Službena SuSE web stranica
- openSUSE stranica
- Stranica na kojoj možete naći izvorni kod SuSE Linux distribucije  Arhivirana inačica izvorne stranice od 27. studenoga 2005. (Wayback Machine)
- SuSE FAQ
- POWER/PPC-related stuff at openSUSE  Arhivirana inačica izvorne stranice od 27. svibnja 2006. (Wayback Machine)